# Старый мореход
Старый мореход (англ. The Ancient Mariner) — немой чёрно-белый фильм 1925 года по мотивам поэмы Сэмюэла Тейлора Кольриджа «Сказание о старом мореходе». Считается утерянным.

## Сюжет
Юная красавица Дорис бросает своего возлюбленного Джо Барлоу и уходит к богатому распутнику Виктору Бранту. Пара собирается уплыть вместе на корабле, но в ночь перед побегом старый капитан дает Бранту прочитать поэму «Сказание о старом мореходе» Сэмюэла Колриджа и затем похищает завороженного прекрасным сказанием Бранта. Далее сюжет развивается в виде вольной интерпретации поэмы.

## В ролях
| Актёр             | Роль         |
| ----------------- | ------------ |
| Клара Боу         | Дорис        |
| Лесли Фентон      | Джо Барлоу   |
| Эрл Уильямс       | Виктор Брант |
| Найджел Де Брулир | Капитан      |